# Josep Pujol Capsada
Josep Pujol Capsada (castellà: Josep Pujol)  (Reus, 1 de maig de 1869 - Reus, 15 de juliol de 1944) fou un metge, escriptor i alcalde del Prat de Llobregat.
Els seus pares, en Josep Pujol i Bofarull i na Maria Capsada i Nogués, van tenir quatre fills. Ell fou el més gran dels germans, els altres foren Joan, compositor a Reus, Joaquim i Maria. En Josep Pujol, procedia d'una família de petits comerciants establerts a Reus. Va cursar els estudis primaris i el batxillerat a la seva ciutat natal. L'any 1885, als 16 anys va obtenir el títol de batxillerat. A la tardor del mateix any, va marxar a Barcelona per estudiar la carrera de Medicina.
Es va matricular a la Facultat de Medicina, amb la modalitat de lliure, cosa que li permetia compaginar els estudis amb la feina. Durant els sis anys que durava la carrera va treballar de dependent de farmàcia i va fer el servei militar. Va ser alumne del premi Nobel Santiago Ramón y Cajal, a la Universitat de Barcelona quan aquest era catedràtic de la Facultat de Medicina. L'any 1892, va acabar els estudis, obtenint el títol de Llicenciat en Medicina i Cirurgia. El novembre d'aquell mateix any es va casar amb Misericòrdia Font Martí, filla d'una família benestant de Reus. Poc temps després, el 1892, va començar a treballar al poble de l'Aleixar, pròxim a Reus. Després va residir al Perelló on va formar la família i naixeren els seus fills Josep, Miquel, Joan Lluís, Ventura, Tomàs i Montserrat, posteriorment es traslladà al Prat per poder donar-los estudis universitaris. L'obra del doctor Pujol es fonamenta en quatre pilars: la família, la pràctica de la Medicina, l'actuació política i l'acció cultural.
La singularitat de Josep Pujol i Capsada, no només rau en la seva personalitat com a metge i polític de fermes idees republicanes, alcalde del Prat en dues ocasions, si no que en el seu llegat sobresurt la seva etapa com a escriptor, en la vessant d'articulista i investigador de la història pratenca, expressada en les seves col·laboracions a la premsa local.

## La família
Pel que fa a la família, cal significar que els primers temps de l'arribada al Prat, del metge Pujol, en substitució del també metge Segimon Salgot, van ser, extremadament difícils. L'oposició del caciquisme conservador, que va traslladar el nou metge les rancúnies que tenia amb el seu antecessor, cosa que va afectar negativament en l'economia familiar del nouvingut, i sobretot la sotragada que va suposar la inesperada mort, el juliol del 1908, de la seva esposa Misericòrdia, als tres mesos d'establir-se la família al Prat, van provocar una situació de profunda desesperació. La presència dels seus sis fills, la petita de només de tres mesos d'edat, van fer reaccionar l'avi, que es va entregar en cor i ànima a llur atenció i formació.
Tots els nois van estudiar carreres universitàries, tres metges, un advocat i un farmacèutic, però justament el fill gran Josep, un any després d'acabar la carrera de metge, va morir a Navàs en plena epidèmia de la grip de l'any 1918, cosa que va deixar a l'avi novament abatut.
Es va casar en segones núpcies amb n'Antònia Pallarés i Martí, viuda filla del Perelló (Baix Ebre), on havia estat de metge anteriorment, i amiga de la seva primera esposa Misericordia Font. Al seu caràcter alegre, amb bona dosis d'humorisme, l'unia, ja de ben jove, una gran sensibilitat davant la persona humana, al marge de la seva condició social i econòmica, i del seu color polític.

## Participació en la vida local dels seus fills 1916-1923
L'historiador Jaume Codina, en el seu llibre “La gent del Fang”., sota el títol “Canvi de món”, escriu:
| « | La generació de 1915-1920 coneix i palpa àdhuc abans de l'arribada de les fàbriques, noves formes de vida que capgiren moltes coses. Podem seguir la llista, ara en l'aspecte més transcendent de la cultura: una festa de l'Arbre difícilment hauria estat possible abans d'ara; l'assistència d'autors com Àngel Guimerà o Ignasi Iglesias i l'estrena d'obres seves, poc explicable sense un teatre vigorós i digne; l'aparició de la primera premsa local, inimaginable anys abans; la celebració de Jocs Florals, senzillament parlar de la lluna; representar Maeterlink, una aberració; escriure sobre “De re sociològica”, monologar en japonès; l'organització d'actes cívics, impossible. Tot això i més fou donat en aquells anys, obra en bona part de joves estudiants no tan escassos tampoc com fins llavors: germans Pujol, cosins Colominas, Germans Guilera, Ramon Roigé, Pere i Jaume Xirinachs, Francesc Dalit, ben secundats per un estol d'entusiastes col·laboradors. | » |

Sota la influència de l'ambient familiar, els seus fills Joan Lluís i Tomàs, s'interessaren vivament per la política. El fill que va participar més en la vida pratenca va ésser en Tomàs. En Joan Lluís, que va residir al Prat fins als primers anys 20, participà més en la de Catalunya, com un dels fundadors d'Esquerra Republicana de Catalunya.

## Pràctica de la medicina
A més de la clientela particular, fou metge titular del Prat i metge dels carrabiners des de la seva arribada al Prat, l'abril de 1908. Probablement als inicis de la dècada de 1910, la companyia ferroviària Madrid, Saragossa, Alacant (MZA) anterior a la RENFE, el contractà com a metge en aquesta, a fi de cobrir les necessitats sanitàries de les famílies ferroviàries del Prat, Castelldefels i de l'estació de Can Tunis.
En ocasió de la posada en marxa de la Papelera Española, el metge Pujol fou contractat per aquesta empresa per fer-se càrrec de l'atenció sanitària dels seus treballadors i llurs famílies. Fou metge de la societat “Sant Cosme i Sant Damià” del Prat de Llobregat.
A més de la seva activitat com a metge de medicina general, va tenir una actuació destacada en la lluita contra el paludisme, del que hi havia hagut una epidèmia al Prat del 1886 al 1890, coincidint amb unes plantacions d'arròs i a partir de llavors es va suprimir aquest cultiu. El 1904, les causes més corrents de les defuncions troba que són les produïdes per malalties infeccioses (24%), amb motiu de l'absència d'higiene i sobretot al clima calent i humit, favorable a la vida i reproducció dels microorganismes patògens i les condicions del terreny favorable al desenvolupament del paludisme. El 1919 es va reintroduir el cultiu de l'arròs i es registraren 21 malalts de paludisme. Josep Pujol va formar part de la “Comissió Mixta Executiva per a la Lluita Antipalúdica al Baix Llobregat”, que afectava al Prat, Viladecans, Gavà i Castelldefels. El 1920 va augmentar el cultiu i van pujar els malalts fins a 274. El 1921, ja eren 423. El 1922 va baixar a 111 malalts degut a la campanya sanitària i a la reducció de l'extensió d'aquest cultiu a la quarta part. La Mancomunitat va organitzar una campanya per erradicar-la. El gener de 1920 el metge Josep Pujol va rebre una carta del Servei de Sanitat, en que se li demanava de col·laborar per a lluitar contra l'extensió del paludisme i combatre l'existent. Va actuar com a metge de la Creu Roja durant la guerra civil espanyola.

## Activitat política
Jaume Codina descriu als líders de l'època amb aquestes paraules: "el metge Pujol, una de les personalitats més notables de la generació del 1905 i del nostre Prat modern, capdavanter indiscutible de la generació junt amb Albert Feu –de signe i partit distint-" però en el seu llibre “Generacions Pratenques”, en parlar dels partits “nou” i “vell”, explica que els que provocaren el canvi polític foren els joves:
| « | La lluita generacional ofereix aquesta vegada un magnífic exponent des d'un escenari no massa nou: les eleccions municipals. Pròpiament no començà fins al 1913, car fins aleshores el caciquisme feia aplicar el famós article 29, que proclamava automàticament els candidats en presentar-ne el nombre exacte.”, “Baldiri Casas i Jaume Gaya apoiats per un grup igualment jove, plantejaren pràcticament per sorpresa la batalla a la candidatura caciquil. | » |

Tot ens fa suposar que l'acció política al Prat de Josep Pujol, es va iniciar a partir de les eleccions municipals de 1913. A més de participar en campanyes electorals, és de destacar la seva intervenció en la constitució del Centre Autonomista el 1919.
Les eleccions municipals es van presentar com un referèndum entre la monarquia o la república, com una consulta en què estava en joc el futur del país. Josep Pujol Capsada es presenta a les eleccions municipals del Prat per Esquerra Republicana de Catalunya. Les llistes eren obertes, això vol dir que es votava a la persona.

## Actuació com a alcalde
Josep Pujol, com alcalde electe, va proclamar el 14 d'abril, la República al Prat. En la reunió del Comitè Revolucionari, per la Proclamació de la República Catalana, del 15/04/1931, és constituït al Saló d'Actes d'aquesta Casa Consistorial sota la sota la Presidència del Regidor en funcions de President del Comitè Revolucionari, En Josep Pujol Capsada, i els altres regidors també electes, amb l'objectiu d'acomplir el que es disposa en les “Instruccions per a la Proclamació de la República Catalana als Ajuntaments de Catalunya”, dictades per la presidència de la República Catalana.
La seva posició com a alcalde.
- Expulsió dels jesuïtes. En el ple del maig de 1931, va votar en contra de l'adhesió d'aquest Ajuntament a l'acord de Gijón sobre interessar al Govern de la República, la immediata expulsió dels ordes religiosos domiciliades a Espanya i molt especialment de l'anomenada Companyia de Jesús. Aquesta moció va ser rebutjada.
- Aprovació de la demanda per l'Estatut per Catalunya. La Diputació provisional de la Generalitat va sotmetre a l'ajuntament una proposta d'Estatut, per obtenir un plebiscit de tots els ajuntaments de Catalunya. Després de ser llegit el projecte proposat, l'ajuntament del Prat va donar una aprovació per unanimitat de tots els seus regidors.
- Perllongació de la Gran Via. Es va preocupar per a obtenir una carretera de Barcelona al Prat en condicions, des de la seva arribada al Prat. Quan va ser elegit alcalde va treballar molt per aconseguir la construcció d'aquesta via.
- Vaga de La Seda. L'Ajuntament es va haver d'enfrontar a un greu problema d'ordre públic, en ocasió de la vaga de La Seda. Primer combat en el camp anarcosindical. Respecte a aquest problema, en el Ple del 02/08/193, es recull:

| « | “l'alcalde president En Josep Pujol Capsada, presenta verbalment la renúncia del seu càrrec, fundada en motius de delicadesa davant dels luctuosos successos esdevinguts amb motiu de la vaga de part del personal afecte a La Seda de Barcelona, com a conseqüència dels quals s'ha convertit la Casa Ajuntament en presó, donat l'elevat nombre de detinguts; havent desaparegut, per altra part, els motius de caràcter polític que el varen fer decidir a acceptar el càrrec. | » |

- Homenatge del Prat al President Francesc Macià el 10/07/1932. El primer dia de la proclamació de la República, la Junta Revolucionaria del Prat de Llobregat acordà per aclamació, interpretant els sentiments i anhels de la població, donar el nom de Francesc Macià a l'antiga plaça de la Constitució. A més, la mateixa Junta, acordà fixar un marbre artístic en record d'aquest acte en la façana de l'Ajuntament.

## Rebel·lió militar a Catalunya i anarquia (juliol 1936)
En veure com l'actuació d'algunes forces es comportaven d'una forma anàrquica i que en comptes de defensar la República es dedicaven a ensorrar-la el van desencisar. La frustració que va tenir va ser deguda al comportament d'algunes persones en què havia posat tota la seva confiança, tant de tipus personal com institucional. En iniciar-se la Guerra Civil Josep Pujol escriu reflexions amargues sobre els primers moments de la revolta incontrolada. L'incendi de l'església i la persecució del clergat van provocar un gran desencís en molta gent que, com ell, havia celebrat amb il·lusió la instauració de la República. “Aquesta no és la República per la qual jo tant temps he lluitat”, exclama impotent davant dels incontrolats que cremen el temple parroquial.

## Exili i post-guerra (1939-1944)
El dia abans de l'entrada dels nacionals al Prat, Josep Pujol Capsada marxà a Barcelona acompanyat d'altres significats membres d'Esquerra Republicana. Va ser detingut i empresonat (12/02 al 17/07/1939). Va escriure un dietari titulat: Dietari dels dies que vaig estar a la presó cel·lular “Presó Modelo de Barcelona” Cel·la 543 Galeria 6. Cel·la 14 de la infermeria. Les primeres víctimes de la repressió van ser les persones que havien ocupat càrrecs públics des de la proclamació de la República, l'any 1931, i s'implantà la delació com a principal motiu d'empresonament sense necessitar cap prova inculpatòria. Des de la presó, Josep Pujol continuarà el seu dietari transmetent l'angoixa i la incertesa del captiveri. Pujol, que havia estat alcalde i regidor del Prat va ser detingut i traslladat a la presó Model de Barcelona fins a la celebració d'un consell de guerra. Aquest tingué lloc el juliol de 1939 i va ser absolt de tots els càrrecs que se li imputaven. La sentència del judici sumaríssim a que fou objecte per part del “tribunal militar” fou l'absolució. Aquesta resolució fou declarada ferma en ser aprovada per l'auditor de Guerra el 26 de juliol de 1939. El dia 4 d'agost sortí de la presó Model.
També fou jutjat en un consell de guerra el seu fill Tomàs, destacat dirigent d'ERC i jutge municipal al Prat. Molts treballadors, en especial els funcionaris, els mestres i el personal sanitari, van ser sotmesos a processos depuradors per tal d'apartar del món laboral qualsevol persona sospitosa de no ser addicta al nou règim. En el procés depurador que se seguí contra Josep Pujol, l'any 1940, va ser condemnat a la inhabilitació perpètua per exercir al Prat de Llobregat i inhabilitació durant deu anys per ocupar càrrecs directius relacionats amb la professió mèdica. El seu fill, també metge, va ser inhabilitat per exercir a la província de Barcelona i decidí instal·lar-se a Amposta. Desenganyat per l'evolució dels esdeveniments, l'acció revolucionària havia arribat a segar la vida de molts dels seus amics, el metge Pujol es dedicà de forma exclusiva a la medicina i a atendre els problemes familiars originats per la mateixa guerra.

## Activitat cultural

### Com a escriptor
A Josep Pujol li agradava molt relacionar-se amb tothom i conèixer la història del poble i de les persones. Això li va permetre escriure amb coneixement de causa fets retrospectius, costums i personatges, citant noms dels protagonistes de l'època.
Josep Pujol va ser col·laborador habitual a la premsa local. Els seus escrits es van publicar regularment a “El Ressò”, l'òrgan d'expressió de la Joventut del Centre Autonomista durant els anys 1920 i 1921. Aquests escrits, en general, tenen un caire més polític que la resta dels seus articles, donades les característiques de la publicació a la que anaven destinats. A més de manifestar públicament la seva ideologia, com a figura respectada, fins i tot entre la gent que no compartia les seves idees, exercia un cert mestratge entre els joves del Centre Autonomista. Les col·laboracions al “Noticiari pratenc” (editat entre 1935 i l'inici de la Guerra Civil) són més variades, tot i que dominen els escrits referits al passat del Prat, englobats molts d'ells amb l'epígraf “retrospectives”, i opinions sobre temes d'actualitat d'interès per al Prat.
L'activitat política de Josep Pujol evidenciava una preocupació important per les comunicacions i l'economia. Molts dels seus escrits històrics reflecteixen aquesta preocupació i són el resultat de la recerca d'informació que servís d'antecedents i fonament als seus arguments. Així publicà articles dedicats a la barca de pas, al pont de Ferran Puig, a les dificultats de les comunicacions o a la conformació i delimitació del territori. L'agricultura tradicional i la seva transformació en regadiu així com alguns dels propietaris que intervingueren en aquest procés, centren una part important dels seus articles. Finalment, cal destacar els escrits dedicats a festes i costums tradicionals i a personatges del Prat.
Josep Pujol també reflexionà sobre temes contemporanis d'interès local, analitzant els diferents aspectes positius i negatius que caracteritzaven el Prat d'abans de la Guerra Civil. La major part d'aquest bloc temàtic se centra en el riu Llobregat: crescudes, salinització, pantans, etc.
Els escrits polítics se centren, sobretot, a analitzar l'activitat municipal i la de l'oposició. La defensa de la gestió municipal del Partit nou i la crítica a l'actuació del Partit vell és on el Doctor Pujol mostra les seves millors dots com a articulista.
El pare Andreu de Palma de Mallorca en el llibre “Prat de Llobregat. Ensayo Histórico”, editat l'any 1958, en el capítol “Hijos esclarecidos de Prat de Llobregat”, diu:
| «                                   | Médico natural de Reus, Devoto de la tierra pratense, a la que había puesto un gran amor, y dotado de un carácter investigador, sirvió a la ciencia y a la cultura. Cultivó el folklore pratense y nos ha dejado interesantes y numerosos artículos sobre la historia de Prat de Llobregat. Fue un buen amigo nuestro y decidido colaborador. Sus referencias vienen aprovechadas en diferentes capítulos de este libro. Murió cristianamente, confortado por los Santos Sacramentos. Se había interesado mucho en la publicación de nuestra monografía. | » |
| — pare Andreu de Palma de Mallorca, | |   |